# Clariger papillosus
Clariger papillosus  es una especie de peces de la familia de los Gobiidae en el orden de los Perciformes.

## Hábitat
Es un pez de clima templado y demersal.

## Distribución geográfica
Se encuentra en el Japón. 

## Observaciones
Es inofensivo para los humanos. 